# Katalin Takács
Katalin Takács   (Budapest, 25 de juny de 1942) és una nedadora hongaresa, ja retirada, especialista en estil lliure, que va competir durant la dècada de 1960.
En el seu palmarès destaca una medalla de bronze en la cursa dels 4×100 metres lliures del Campionat d'Europa de natació de 1962. El 1964 va prendre part en els Jocs Olímpics d'Estiu de Tòquio, on disputà dues proves del programa de natació. Fou quarta en la final dels 4x100 metres lliures, mentre en els 100 metres lliures quedà eliminada en sèries.